# 板倉重徳
板倉 重徳（いたくら しげのり、1975年6月20日 - ）は、板倉宗家（備中松山藩）第19代当主。

## 経歴
東京都の百貨店に勤務している。
2021年5月19日には、かつての板倉家の旧領・岡山県で開催された、東京五輪の聖火リレーのランナーとして走行している。
また、かつての備中松山藩にあたる高梁市を訪問するなどして、親交を深めている。

## 系譜
- 息子：板倉勝慶[4]